# NGC 468
NGC 468 is een spiraalvormig sterrenstelsel in het sterrenbeeld Vissen. Het hemelobject ligt 209 miljoen lichtjaar van de Aarde verwijderd en werd op 22 november 1827 ontdekt door de Britse astronoom John Herschel.

## Synoniemen
- IC 92
- PGC 4780
- MCG 5-4-20
- ZWG 502.29